# Elección extraordinaria al Senado de México en Tamaulipas de 2023
Las elecciones estatales extraordinarias de Tamaulipas de 2023 se llevaron a cabo el domingo 19 de febrero de 2023, organizada por el Instituto Nacional Electoral (INE). En ella se eligió el cargo de senador por Tamaulipas, luego que este quedara vacante debido a la licencia de Américo Villarreal Anaya y el fallecimiento de su suplente, Faustino López Vargas.
El senador electo fue José Ramón Gómez Leal.

## Encuestas
| Encuestadora | Fecha               | Sanmiguel | Gómez | Muñoz | O/N/NS |
| ------------ | ------------------- | --------- | ----- | ----- | ------ |
| Encuestadora | Fecha               |           |       |       | O/N/NS |
| RUBRUM       | 3 de enero de 2023  | 28.2%     | 49.3% | 5.3%  | 17.3%  |
| RUBRUM       | 10 de enero de 2023 | 26.2%     | 50.8% | 5.1%  | 17.2%  |

## Proceso electoral
En algunas casillas hubo retraso para la apertura, incluso habiendo reportes de casillas no instaladas en la hora indicada, pero a pesar de ello, la jornada electoral ocurrió con normalidad y sin mayores incidentes. En el proceso se registró una muy baja participación, con funcionarios de casillas expresando el estar esperando a la gente a que venga, con muy pocos votos hechos.